# 제이슨 올딘
제이슨 올딘(Jason Aldean, 1977년 2월 28일 ~ )는 미국의 컨트리 가수이다.